# Micropterix herminiella
Micropterix herminiella là một loài bướm đêm thuộc họ Micropterigidae. Nó được Corley miêu tả năm 2007. Nó là loài duy nhất được tìm thấy ở miền bắc Bồ Đào Nha.